# WINNER (吉井和哉の曲)
『WINNER』（ウィナー）は、日本のミュージシャン吉井和哉の6枚目のシングルである。2007年5月23日発売。発売元はEMIミュージック・ジャパン。

## 概要
- 前作から1年4ヶ月ぶりとなるシングル。
- 東芝エンタテイメント配給映画『GOAL!2』日本語吹替版テーマソング。
- PV監督は大喜多正毅。タイアップにあわせ、サッカーがモチーフになっている。
- スペシャルサンクスに奥田民生がクレジットされており、レコーディング・エンジニアは奥田作品のほとんどを手掛ける宮島哲博が担当している。

## 収録曲
全作詞・作曲・編曲：吉井和哉
1. WINNER (5:41)
2. 発光 (5:07)
3. WINNER (instrumental) (5:41)
4. 発光 (instrumental) (5:09)

## 収録アルバム
- Hummingbird in Forest of Space (#1、Album Version) (2007年9月10日発売)
- 18 (#1、Album Version)
- SUPERNOVACATION (#2)

## 参加ミュージシャン
- 吉井和哉 - ボーカル、ギター、キーボード (#1) 、パーカッション (#1)
- 根岸孝旨 - ベース
- 鶴谷崇 - キーボード (#1) 、ピアノ (#2)